# Limnaecia cirrhosema
Limnaecia cirrhosema là một loài bướm đêm thuộc họ Cosmopterigidae. Nó được tìm thấy ở Úc.